# Unrecord
Unrecord é um futuro jogo de tiro em primeira pessoa desenvolvido pela produtora independente DRAMA, que utiliza gráficos fotorrealistas. Quando lançou o gameplay trailer em 2023, o jogo chamou bastante a atenção nas redes sociais justamente por seus gráficos considerados impressionantes, ao ponto de muitas pessoas confundirem com um vídeo real. O jogo ainda não possui uma data de lançamento, mas será lançado na Steam para PC. O jogo não será lançado em 2023.
A data de lançamento do jogo não foi anunciada.

## Jogabilidade
Conforme descrito no kit de imprensa do jogo, Unrecord é um jogo de tiro em primeira pessoa para um jogador, caracterizado como "tático e narrativo". É descrito como uma fusão do jogo de aventura Firewatch com o jogo de tiro tático Ready or Not. Embora o realismo seja uma parte "essencial" do jogo, a DRAMA enfatizou que Unrecord não tem a intenção de ser uma simulação.
No jogo, os jogadores se colocarão no papel de um policial tático, cuja perspetiva principal será através da câmara corporal policial do personagem. A página do jogo na Steam descreve a história como semelhante a um "romance policial ou thriller", onde o jogador terá a tarefa de investigar diversos casos criminais e interagir com vários personagens por meio de um sistema de diálogo.
Embora a perspetiva da câmara corporal seja considerada um elemento crucial da experiência de jogo, os desenvolvedores enfatizaram a implementação de opções de acessibilidade e configurações ajustáveis da câmara para minimizar o enjoo.

## Desenvolvimento
O jogo está atualmente em desenvolvimento pela DRAMA, um estúdio independente de videogames fundado por Théo Hiribarne, membro do grupo de rap francês FR, e Alexandre Spindler, um desenvolvedor amador do Unreal Engine. Posteriormente, Michele Evangelista integrou-se à equipe como designer de níveis e artista ambiental. Unrecord marcará a estreia oficial do estúdio no mundo dos videogames.
Em 12 de outubro de 2022, Spindler compartilhou um vídeo no Twitter de um jogo "com perspectiva de câmera corporal" que ele estava desenvolvendo na época, ainda sem um nome definido. O vídeo do jogo, com duração de 45 segundos, viralizou em abril de 2023, acumulando 9,8 milhões de visualizações na plataforma de vídeos YouTube. O diretor de cinema Neill Blomkamp elogiou-o como "Incrível". O enorme sucesso viral do vídeo levou a DRAMA a acelerar o desenvolvimento do jogo e anunciá-lo antes do planejado, a fim de aproveitar o momento e evitar a perda de impulso. Em 19 de abril de 2023, a DRAMA fez o anúncio oficial do Unrecord, lançando um trailer de gameplay inicial que foi publicado no YouTube. No trailer, é apresentado o personagem do jogador adentrando cautelosamente um prédio em ruínas, seguido por perseguições e confrontos armados com atiradores não identificados, cujos rostos estão pixelados. Após uma intensa batalha em um armazém, o jogador se depara com um homem que se rende, apenas para ser interrompido por uma grande explosão. Em 2023, o vídeo alcançou a marca de 20,8 milhões de visualizações no Twitter.
No mesmo dia, o jogo foi adicionado à lista de desejos do Steam, permitindo que os jogadores manifestassem interesse em sua disponibilidade. Além disso, a DRAMA disponibilizou um press kit com informações adicionais ao público. Em uma postagem de blog após a revelação, em 20 de abril, a DRAMA esclareceu que o Unrecord está sendo desenvolvido exclusivamente para PCs, mas mantém aberta a possibilidade de lançamento para consoles. No entanto, o jogo não está sendo considerado para desenvolvimento como um título de realidade virtual. Uma semana após o anúncio, a DRAMA revelou que Unrecord já havia conquistado mais de 600.000 usuários que adicionaram o jogo à sua lista de desejos no Steam, mesmo sem uma data de lançamento oficial definida.
Ao explicar como o estúdio alcançou cenas com uma aparência realista, Evangelista destacou que o ambiente não foi escaneado, mas sim criado utilizando megascans, ativos disponíveis no mercado do Unreal Engine, bem como ativos personalizados desenvolvidos pelos próprios criadores.

### Reações ao trailer do jogo
O lançamento do primeiro trailer oficial de Unrecord despertou o interesse da mídia devido aos seus gráficos e apresentações realistas. Michael McWhertor, da Polygon, descreveu Unrecord como "Surpreendentemente realista", Tyler Wilde, da PC Gamer, considerou os gráficos de Unrecord como "Surpreendentemente fotorrealistas", Christopher Castellaw, da GameRant, afirmou que o trailer de Unrecord era "Quase indistinguível de uma filmagem real de câmera."
A representação extremamente realista gerou acusações de que o trailer do jogo Unrecord foi falsificado usando imagens reais da câmera do corpo ou uma demonstração técnica pré-renderizada. O fundador da Crytivo, Alex Koshelkov, expressou ceticismo em relação ao trailer, chamando-o de "Muito, muito falso" e acusando os desenvolvedores de simplesmente sobrepor ativos em um vídeo real. Em resposta, Spindler compartilhou um vídeo que mostrava o ambiente do jogo dentro da interface de usuário do Unreal Engine, com o intuito de comprovar que Unrecord é um jogo de tiro em primeira pessoa com movimentação livre, e não um filme interativo ou um jogo de tiro sobre trilhos. A IGN também conduziu uma verificação independente da autenticidade do trailer do jogo, realizando o download dos mesmos ativos de nível 5 do Unreal Engine utilizados em Unrecord no trailer de 2022, compilados por BlueDrake42.
A apresentação extremamente realista do jogo também recebeu críticas devido à sua semelhança impressionante com vídeos reais de tiroteios policiais capturados por câmeras corporais, especialmente nos Estados Unidos. O streamer do Twitch, Trainwreckstv, compartilhou que o trailer o deixou tão "desconfortável" que parecia estar assistindo a um vídeo real vazado de uma operação militar ou policial. Ele também acrescentou que os gráficos do jogo podem reforçar opiniões políticas ao argumentar que os videogames condicionam os jovens à violência. Keza McDonald, do The Guardian, destacou que, dado o contexto da violência policial no mundo real, é inevitável que os jogadores tragam suas próprias interpretações para o jogo.
Em resposta às alegações de que o Unrecord possuía uma agenda pró-polícia ou antipolícia, a DRAMA divulgou uma declaração no Steam, afirmando: "Como um estúdio francês direcionado a um público global, o jogo não tem envolvimento em qualquer política externa e não é inspirado por eventos da vida real." O estúdio também enfatizou que o Unrecord evitará "temas indesejáveis, como discriminação, racismo, violência contra mulheres e minorias" e "não adotará uma abordagem tendenciosa ou simplista em relação à atos criminosos e violência policial".